# Kelechi Nwakali
Kelechi Nwakali (ur. 5 czerwca 1998) – nigeryjski piłkarz występujący na pozycji pomocnika w hiszpańskim klubie Huesca. Wychowanek Diamond Football Academy, w trakcie swojej kariery grał także w takich zespołach, jak Arsenal, MVV, VVV, Porto B oraz Alcorcón. Młodzieżowy reprezentant Nigerii.